# Quadrastylum conspurcatum
Quadrastylum conspurcatum är en insektsart som först beskrevs av Maximilian Spinola 1839.  Quadrastylum conspurcatum ingår i släktet Quadrastylum och familjen sköldstritar.
Artens utbredningsområde är Spanien. Inga underarter finns listade i Catalogue of Life.